# Звыника
Звыника (болг. Звъника) — село без постоянного населения в Болгарии. Находится в Кырджалийской области, входит в общину Кырджали.

## Политическая ситуация
В местном кметстве Бойно, в состав которого входит Звыника, должность кмета (старосты) исполняет Исмаил Мехмедали Мехмед (Движение за права и свободы (ДПС)) по результатам выборов.
Кмет (мэр) общины Кырджали — Хасан Азис (Движение за права и свободы (ДПС)) по результатам выборов.